# Derby 8 CV
Der Derby 8 CV ist ein Pkw-Modell der 1920er Jahre. Es stammte von der französischen Marke Derby.

## Beschreibung
Das Modell wurde im Modelljahr 1927 angeboten, das von Oktober 1926 bis Oktober 1927 lief. Die Bezeichnung CV steht für Cheval fiscal, der steuerlichen Einstufung des Fahrzeugs in Frankreich.
Ein Vierzylinder-Reihenmotor war vorn im Fahrgestell eingebaut und trieb die Hinterachse an. Das war damals die übliche Bauart. Jeder Zylinder hat 63 mm Bohrung und 100 mm Hub, was 1247 cm³ Hubraum ergab. Der Motorenhersteller ist nicht überliefert.
Der Radstand betrug 265 cm.
Als Nachfolger kann der 7 CV mit einem Sechszylindermotor ähnlicher Größe angesehen werden.